# Colaboração com as potências do Eixo
Dentro das nações ocupadas pelas potências do Eixo na Segunda Guerra Mundial, alguns cidadãos e organizações, motivados pelo antissemitismo, nacionalismo, ódio étnico, anticomunismo e oportunismo, colaboraram com as Potências do Eixo. Colaboradores cometeram algumas das piores atrocidades contra ciganos, socialistas, homossexuais e judeus do Holocausto.

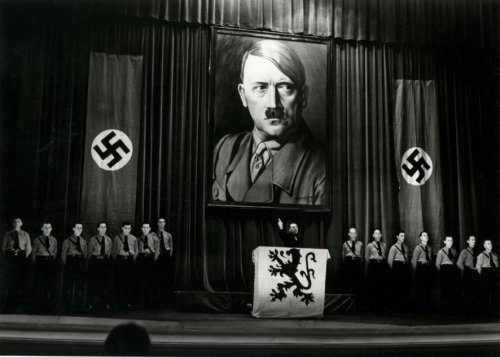
Uma reunião do partido Vlaamsch Nationaal Verbond (VNV), de extrema-direita, em Gent, na Bélgica, em 1941.

A colaboração tem sido definida como a cooperação entre elementos da população de um estado derrotado e representantes do poder vitorioso. Stanley Hoffmann subdividiu a colaboração em involuntária (reconhecimento relutante da necessidade) e voluntária (exploração da necessidade). Segundo Hoffmann, o colaboracionismo pode ser subdividido em "servil" e "ideológico"; o primeiro é o serviço deliberado a um inimigo, enquanto o último é a defesa deliberada da cooperação com uma força estrangeira que é vista como campeã de transformações domésticas desejáveis. Em contraste, Bertram Gordon usa os termos "colaborador" e "colaboracionista", respectivamente, sobre colaborações não ideológicas e ideológicas.

## Colaboração por país na África

### África do Norte francesa
As forças alemãs da Wehrmacht na África do Norte estabeleceram o Kommando Deutsch-Arabische Truppen que compreendia dois batalhões de voluntários árabes de origem tunisiana, um batalhão argelino e um batalhão marroquino. As quatro unidades totalizaram 3.000 homens; com quadros alemães.

### Somalilândia Britânica
Durante a bem-sucedida invasão italiana da Somalilândia britânica, alguns somalis se ofereceram para lutar ao lado da Itália fascista, em contraste com a maioria dos somalis, que se ofereceram para lutar pelos Aliados da Segunda Guerra Mundial.

## Colaboração por país na Ásia

### Austrália
Pelo menos quatro, e possivelmente cinco, prisioneiros de guerra australianos sob custódia do Eixo se ofereceram como voluntários para o British Free Corps (BFC), uma unidade da Waffen-SS.  Três dos quatro homens cuja identidade é conhecida eram membros do 2/32º Batalhão da Segunda Força Imperial Australiana e o outro era um marinheiro mercante. Após a guerra, os três soldados alegaram que haviam ingressado no BFC como parte de uma tentativa de escapar da custódia alemã, e o marinheiro mercante afirmou que teve a opção de se alistar no Corpo ou ser preso em um campo de concentração depois que um relacionamento com uma mulher alemã foi revelado. Um dos soldados e o marinheiro foram condenados por ajudar o inimigo e presos após a guerra, e os outros dois soldados não foram punidos.

### Birmânia
A invasão japonesa foi auxiliada por nacionalistas birmaneses conhecidos como Exército de Independência da Birmânia, que esperavam pela independência. Mais tarde, eles foram transformados no Exército Nacional da Birmânia como as forças armadas do Estado da Birmânia. Grupos minoritários também foram armados pelos japoneses, como o Exército de Defesa Arakan e o Exército de Defesa Chin.

### China

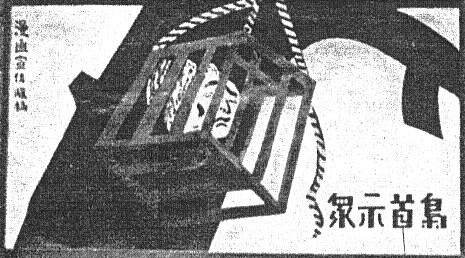
A imagem da cabeça decepada de Hanjian como um aviso para os outros colaboradores.

Os japoneses estabeleceram vários regimes fantoches em territórios chineses ocupados. O primeiro deles foi Manchukuo em 1932, seguido pelo Governo Autônomo de Hebei Oriental em 1935. Semelhante a Manchukuo em sua suposta identidade étnica, Mengjiang (Mengkukuo) foi criado no final de 1936 e anexado em 1941 ao Governo Reorganizado da República da China como um estado autonomo. 
O governo provisório colaboracionista de Wang Kemin foi estabelecido em Pequim em 1937 após o início das operações militares em grande escala entre a China e o Japão, outro regime fantoche foi o Governo Reformado da República da China, estabelecido em Nanjing em 1938. O governo colaboracionista de Wang Jingwei, instituído em 1940, "consolidou" estes regimes e uniu os principais fantoches japoneses na China, dividindo inclusive o partido responsavel pela República da China (aliada), o Kuomintang, fundando seu próprio partido nacionalista, no entanto ainda sem autonomia plena dos japoneses. Embora os militares do Governo de Wang Jingwei estivessem equipados pelos japoneses com aviões, canhões, tanques, barcos e stahlhelm de estilo alemão (já amplamente utilizado pelo Exército Revolucionário Nacional, o exército "oficial" da República da China), as forças militares desses regimes fantoches, conhecidos coletivamente como o Exército Colaboracionista Chinês. Eles incluem os exércitos do Governo Provisório (1937–1940), Reformado (1938–1940) e Reorganizado da República da China (1940–1945), que absorveram os dois primeiros regimes e somavam mais de um milhão em seu auge, com algumas estimativas de que o número excedia 2 milhões de conscritos. Um grande número de tropas colaboracionistas eram homens originalmente servindo em forças de senhores da guerra dentro do Exército Nacional Revolucionário.
Embora sua força fosse muito grande, os soldados eram muito ineficazes em comparação com os soldados do Exército Colaboracionista Chinês devido ao baixo moral por serem considerados "Hanjian". Embora certas forças colaboracionistas tivessem presença limitada no campo de batalha durante a Segunda Guerra Sino-Japonesa, a maioria foi relegada a tarefas de retaguarda. O governo de Wang Jingwei foi dissolvido depois que os japoneses se renderam aos Aliados em 1945, e Manchukuo e Mengjiang foram destruídos na invasão soviética da Manchúria.

### Estabelecimentos dos Estreitos
O território britânico dos Estabelecimentos do Estreito ficou sob ocupação japonesa após o fiasco sofrido pelas forças da Commonwealth na queda de Cingapura. A Força Policial dos Estabelecimentos do Estreito ficou sob o controle dos japoneses e todas as embarcações pertencentes à Polícia Marítima foram confiscadas. O presbítero John Henry (EJH) Corner alegou agir em nome da proteção da história científica e social do Sudeste Asiático, eles também faziam parte da maquinaria colonial. Aquele que subjugava um povo e controlava seu destino. Ele tinha conexões com pessoas que ocupavam altos cargos. Por exemplo, o general Yamashita, cuja conquista da Malásia e Cingapura em 70 dias lhe rendeu o apelido de “O Tigre da Malásia”.

### Filipinas
A Segunda República Filipina foi um estado fantoche estabelecido pelas forças japonesas após a ocupação das Filipinas. O estado fantoche contava com o reformado Bureau of Constabulary.

### Hong Kong britânica
Hong Kong era uma colônia da coroa britânica antes de sua ocupação pelos japoneses. Durante o domínio japonês, ex-membros da Força Policial de Hong Kong, incluindo indianos e chineses, foram recrutados para uma nova força policial chamada Kenpeitai com novos uniformes.

### Índia
A Legião da Índia Livre, ou Indische Freiwilligen Infanterie Regiment 950 (também conhecida como Indische Freiwilligen-Legion der Waffen-SS) foi criada em agosto de 1942, atraindo seus recrutas principalmente de prisioneiros de guerra indianos insatisfeitos do Exército indiano britânico que haviam sido capturados pelas forças do Eixo na campanha norte-africana.  A maioria dos prisioneiros de guerra indianos que mudaram de lado para lutar ao lado da Alemanha nazista contra os aliados eram apoiadores do nacionalista exilado e ex-presidente do Congresso Nacional Indiano, Subhas Chandra Bose.
O Exército Real Italiano formou uma unidade similar de prisioneiros de guerra indianos, o Battaglione Azad Hindustan. Um estado nominalmente soberano apoiado pelos japoneses, o Azad Hind, também foi estabelecido com o Exército Nacional Indiano como sua força militar.

### Indonésia
Entre os indonésios que receberam honras imperiais japonesas de Hirohito em novembro de 1943 estavam Sukarno e Mohammad Hatta. Sukarno recrutou e organizou ativamente o trabalho forçado indonésio Rōmusha. Eles conseguiram, respectivamente, tornar-se o presidente fundador da Indonésia e o vice-presidente da Indonésia em agosto de 1945.

### Indochina Francesa

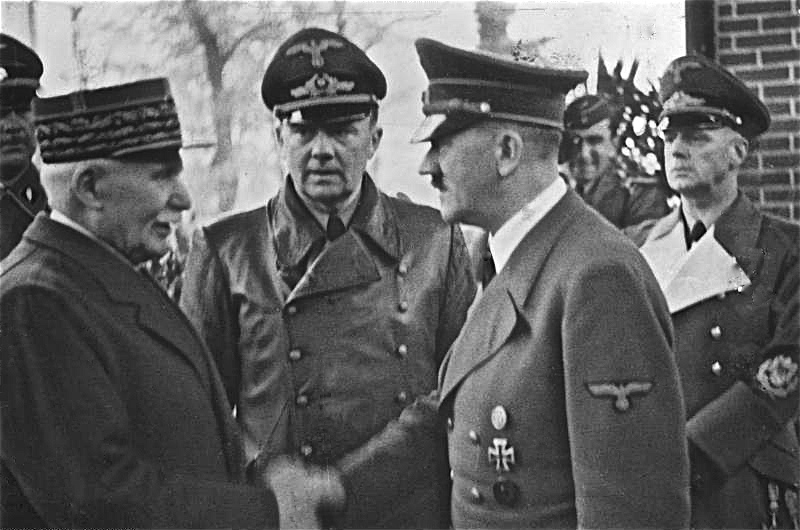
Adolf Hitler e Philippe Pétain se encontrando em outubro de 1940.

Em 22 de setembro de 1940, foi assinado um acordo entre a França de Vichy e o Império do Japão, que permitia aos japoneses estacionar não mais que 6.000 soldados na Indochina Francesa, e nunca ter mais de 25.000 em trânsito na colônia. Direitos foram concedidos para três aeródromos, com todas as outras forças japonesas proibidas de entrar na Indochina sem o consentimento de Vichy. Vichy assinou o tratado de Defesa Conjunta e Cooperação Militar Conjunta com o Japão em 29 de julho. Concedeu aos japoneses oito aeródromos, permitiu-lhes ter mais tropas presentes e usar o sistema financeiro da Indochina, em troca de uma frágil autonomia francesa.
O governo colonial francês permaneceu em grande parte no lugar, já que o governo de Vichy mantinha relações razoavelmente amigáveis com o Japão. Os japoneses permitiram que os franceses reprimissem as rebeliões nacionalistas em 1940.
As forças de ocupação japonesas mantiveram a Indochina francesa sob domínio nominal da França de Vichy até março de 1945, quando a administração colonial francesa foi derrubada, e os japoneses apoiaram o estabelecimento do Império do Vietnã, Reino de Kampuchea e Reino do Laos como estados fantoches japoneses.
No Camboja, a polícia cambojana ex-colonial foi autorizada a continuar existindo, embora tenha sido reduzida à ineficácia. Um plano para criar uma força voluntária cambojana não foi realizado devido à rendição japonesa. No Laos, a administração local e a ex-colonial Garde Indigène (Guarda Indígena, uma força policial paramilitar) foram reformadas pelo príncipe Phetsarath, que substituiu seus membros vietnamitas por laocianos.

### Malásia britânica
Depois de ocupar a Malásia britânica, as autoridades ocupacionais japonesas reorganizaram a força policial colonial britânica dissolvida e criaram uma nova polícia auxiliar. Mais tarde, um forte Exército de Voluntários Malaios de 2.000 homens e um Corpo de Voluntários Malaios de meio período foram criados. Os residentes locais também foram encorajados a se juntar ao Exército Imperial Japonês como  Heiho (兵補, "Auxiliares"). Havia também um Corpo de Proteção Ferroviária.

### Timor Português
Portugal manteve-se neutro durante a guerra, mas a sua colónia Timor foi ocupada pelos japoneses. Os Aliados queriam ocupar uma posição estratégica para evitar o avanço nipónico para a Austrália. Timor era esse ponto estratégico. A ocupação nipónica começou entre 19 e 20 de Fevereiro de 1942.
Os milicianos locais foram organizados em  para ajudar as forças japonesas a lutar contra os Aliados. Ficaram conhecidas como "colunas negras" e espalharam o terror contra civis portugueses,e sobretudo timorenses. O principal papel destes timorenses ocidentais recrutados em 1942 parece ter sido o de estimular os nativos do Timor português a levantarem-se e atacarem tanto os seus inimigos timorenses tradicionais, como os europeus, em particular os portugueses e os holandeses.

## Colaboração por país na Europa

### Albânia

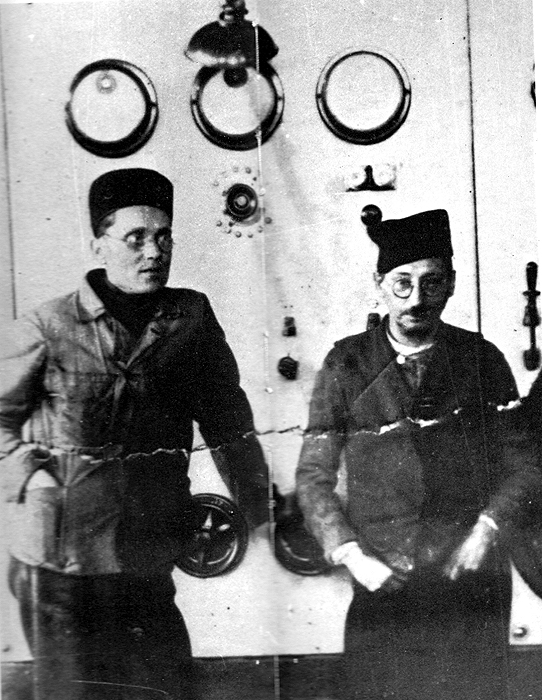
Tito (à esquerda) e seu mentor ideológico Moša Pijade na prisão de Lepoglava

Após a invasão italiana da Albânia, o Exército Real Albanês, a polícia e a gendarmaria foram amalgamados nas forças armadas italianas no recém-criado protetorado italiano da Albânia. A Milícia Fascista Albanesa também foi formada e, na parte iugoslava de Kosovo, eles estabeleceram Vulnetari (ou Kosovares), uma milícia voluntária de albaneses de Kosovo. Elementos étnicos albaneses das forças armadas italianas participaram da invasão italiana da Grécia e da invasão do Eixo liderada pelos alemães na Iugoslávia. Após a capitulação da Itália, os alemães intervieram e estabeleceram unidades mais colaboracionistas, como regimentos de voluntários da polícia e uma milícia nacional. No Kosovo anexado, os alemães estabeleceram o Regimento de Kosovo com as forças de Balli Kombëtar.
Em abril de 1943, o Reichsfuhrer-SS Heinrich Himmler criou a 21.ª Divisão de Montanha Waffen SS Skanderbeg (1.ª Albanesa) tripulada por albaneses e albaneses do Kosovo. Em junho de 1944, seu valor militar contra os guerrilheiros albaneses e iugoslavos foi considerado pobre após a ocupação alemã da Albânia e a criação do estado cliente albanês. Em novembro de 1944, foi dissolvido. O quadro restante, agora chamado Kampfgruppe Skanderbeg, foi transferido para a 7.ª Divisão Voluntária de Montanha SS Prinz Eugen, onde participaram com sucesso em ações contra os guerrilheiros de Josip Broz Tito em dezembro de 1944.

### Banato
Entre abril de 1941 e outubro de 1944, a metade Sérvia do Banato esteve sob ocupação militar alemã como uma unidade administrativa do Território do Comandante Militar na Sérvia.

### Bélgica
A Bélgica foi invadida pela Alemanha nazista em maio de 1940 e permaneceu sob ocupação alemã até o final de 1944. A colaboração política assumiu formas distintas em toda a divisão linguística belga. Na Flandres de língua holandesa, o Vlaamsch Nationaal Verbond (União Nacional Flamenga ou VNV), claramente autoritário e antidemocrático desde o início, influenciado por ideias fascistas em outras partes da Europa, fez parte do Movimento Flamengo pré-guerra e tornou-se um importante parte da estratégia de ocupação alemã.

### Bielorrússia
Na Bielo-Rússia sob ocupação alemã, políticos locais pró-independência tentaram usar os nazistas para restabelecer um estado bielorrusso independente. Um órgão representativo da Bielorrússia, o Conselho Central da Bielorrússia, foi criado sob controle alemão em 1943, mas não tinha poder real e se concentrava principalmente na gestão de questões sociais e educação. As unidades militares nacionais bielorrussas (a Defesa Interna da Bielorrússia) foram criadas apenas alguns meses antes do fim da ocupação alemã.

### Território britânico

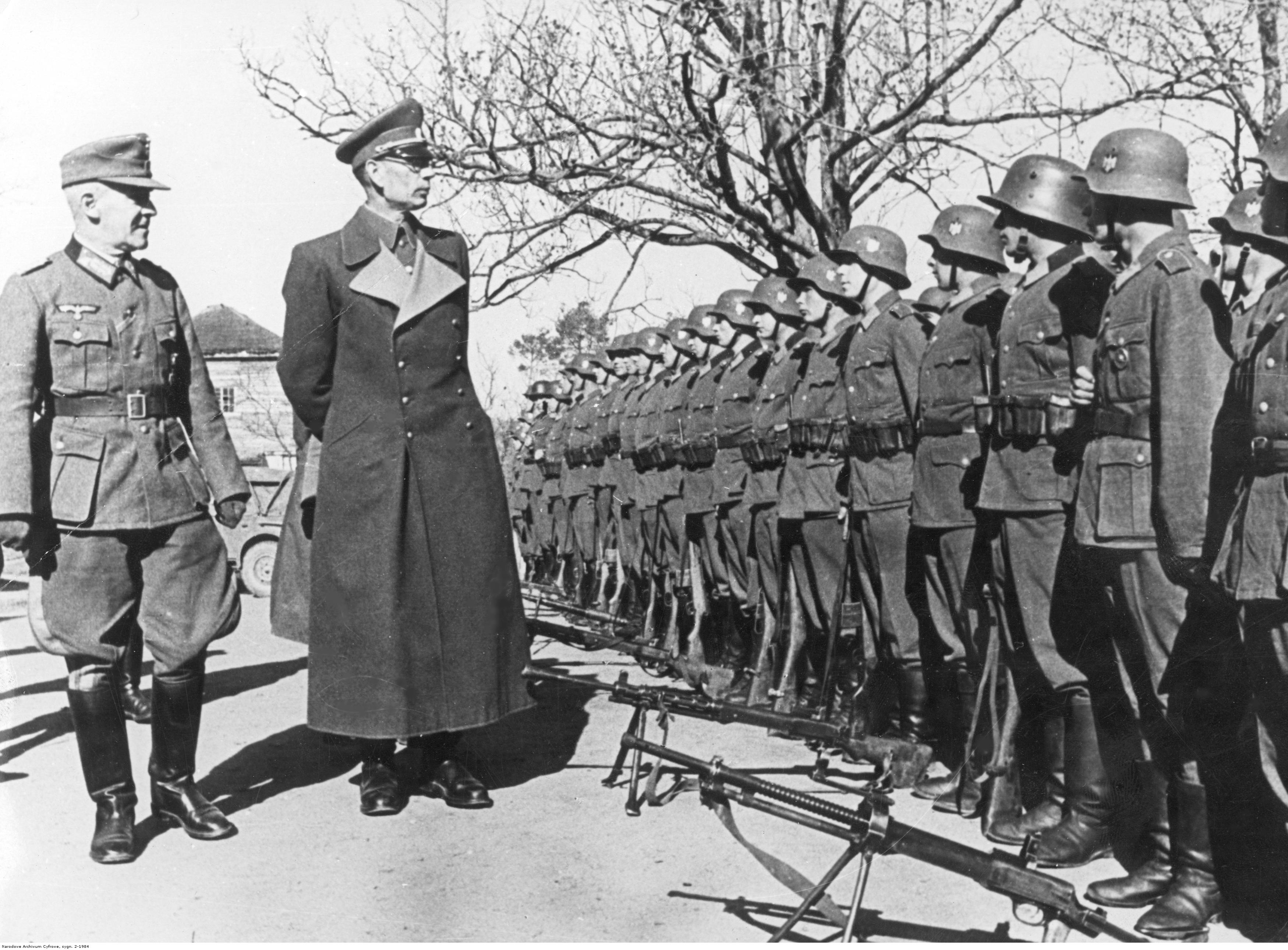
O General Andrey Vlasov (centro), acompanhado por um general alemão, inspeciona um destacamento do Exército Russo de Libertação.

#### Ilhas do Canal
As Ilhas do Canal foram o único território britânico na Europa ocupado pela Alemanha nazista. Eles permaneceriam anexados até o fim da Guerra na Europa em maio de 1945. A política dos governos das ilhas era o que chamavam de "relações corretas" com os ocupantes alemães. Não houve resistência armada ou violenta dos ilhéus à ocupação.
Depois de 1945, as alegações de colaboração foram investigadas. Em novembro de 1946, o Ministro do Interior do Reino Unido informou à Câmara dos Comuns do Reino Unido que a maioria das alegações carecia de substância. Apenas doze casos de colaboração foram considerados para acusação, e o Diretor do Ministério Público os descartou por insuficiência de fundamentos. Em particular, decidiu-se que não havia base legal para processar os acusados de terem informado as autoridades de ocupação contra seus concidadãos.

### Bulgária
A Bulgária estava interessada em adquirir Tessalônica e a Macedônia ocidental e esperava ganhar a lealdade dos 80.000 eslavos que viviam lá na época. O aparecimento de guerrilheiros gregos persuadiu as forças do Eixo a permitir a formação de destacamentos colaboracionistas de Ohrana. A organização inicialmente recrutou de 1.000 a 3.000 homens armados da comunidade eslavofona que vivia na parte ocidental da Macedônia grega.

### Checoslováquia
Quando os alemães anexaram a Tchecoslováquia em 1938 e 1939, eles criaram o Protetorado da Boêmia e Morávia da parte tcheca da Checoslováquia pré-guerra. Tinha suas próprias forças militares, incluindo um 'exército do governo' de 12 batalhões, polícia e gendarmeria. A maioria do 'exército do governo' foi enviada para o norte da Itália em 1944 como trabalhadores e tropas de guarda.

### Dinamarca
Quando, em 9 de abril de 1940, as forças alemãs invadiram a neutra Dinamarca, eles violaram um tratado de não agressão assinado no ano anterior, mas alegaram que iriam "respeitar a soberania dinamarquesa, integridade territorial e neutralidade". O governo dinamarquês rendeu-se rapidamente e permaneceu intacta. O parlamento manteve o controle sobre a política interna. A opinião pública dinamarquesa geralmente apoiou o novo governo, particularmente após a queda da França em junho de 1940.

### Estônia

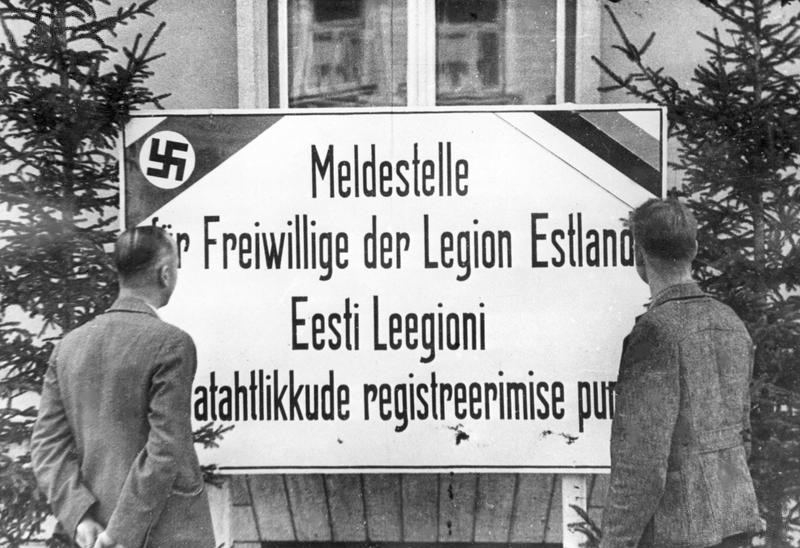
O centro de recrutamento da Legião Estoniana da Waffen-SS.

Nos planos alemães, a Estônia se tornaria uma área para futuros assentamentos alemães, já que os próprios estonianos eram considerados altos na escala racial nazista e, como tal, tinham potencial para a germanização. Ao contrário dos outros estados bálticos, a tomada do território estoniano pelas tropas alemãs foi relativamente longa, de 7 de julho a 2 de dezembro de 1941. Este período foi usado pelos soviéticos para realizar uma onda de repressão contra os sabotadores estonianos. Estima-se que as unidades de guarda de fronteira subordinadas aos batalhões de destruição subordinados do NKVD mataram cerca de 2.000 civis estonianos suspeitos e 50-60.000 pessoas foram deportadas para o interior da URSS. 10.000 deles morreram no sistema GULAG em um ano.